# Lac Songkhla
Le lac Songkhla (thaï : ทะเลสาบสงขลา, Thale Sap Songkhla, API : tʰa.leː sàːp sǒŋ.kʰlǎː) est le plus grand lac naturel de Thaïlande, avec une surface de 1 040 km². Il se trouve dans le sud du pays, dans la péninsule Malaise, partagé entre la province de Phattalung, à l'ouest, et celle de Songkhla au sud et à l'est. Bien qu'il soit nommé lac, c'est en fait un complexe de lagunes.

Découpage administratif.

Le lac est formé de trois parties. Le sud s'ouvre par un détroit de 380 m de large sur le golfe de Thaïlande au niveau de la ville de Songkhla et contient des eaux saumâtres dont la salinité est d'environ la moitié celle de l'océan. Plus au nord, au-dessus d'un rétrécissement de 6 km, se trouve le Thale Luang (litt. "mer principale") (782,80 km2) et tout au nord, au-delà d'une mangrove, le Thale Noi (thaï : ทะเลน้อย ; litt. « petite mer ») de 28 km2, entièrement dans la province de Phattalung. La caractéristique la plus remarquable du lac est le cordon littoral de 75 km de long qui le sépare de la mer. Contrairement à la plupart des cordons littoraux, il a probablement été formé par l'union d'îles existantes, reliées par la sédimentation du précurseur du lac.

## Zones humides Ramsar

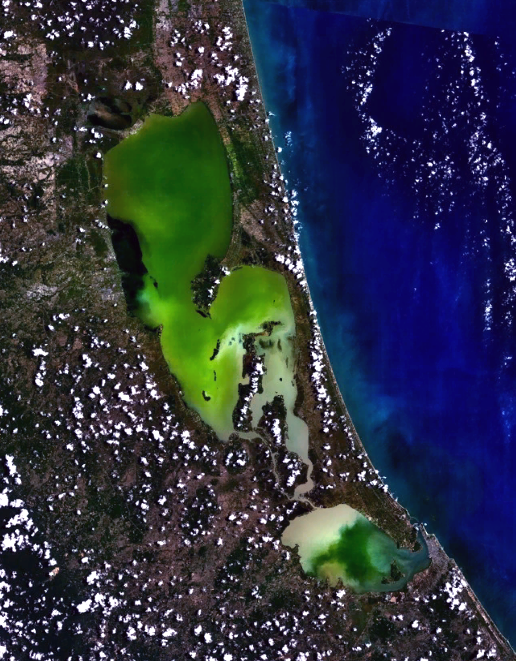
Le lac vu de l'espace (2008).

La zone de non-chasse de Thale Noi a une superficie de 457 km2 (environ 23 km * 20 km). Elle a été créée en 1975. C'est un ensemble constitué des 28 km2 du lac Thale Noi, d'étangs, de 109 km2 de marais et marécages herbeux, de 42 km2 de forêts marécageuses à Melaleuca (probablement la plus grande forêt de Melaleuca subsistant actuellement en Thaïlande), de 66 km2 de rizières et de près de 210 km2 de prairies humides. La pêche est permise mais la chasse aux oiseaux et la collecte des œufs sont strictement interdites.
Les zones humides de Phru Khuan Khi Sian ont une petite superficie de 4,94 km2 (494 ha ; environ 2 km * 2,5 km). Elles font partie de la zone de non-chasse du Thale Noi. Elles sont au nord du Thale Noi  (7° 50′ N, 100° 08′ E
) et sont protégées au titre de la Convention de Ramsar sur les zones humides depuis 1998. Elles constituent une partie d'un des rares écosystèmes de zone humide d'eau douce de Thaïlande. Les « Kuans » sont les îles hors-d'eau la plupart de l'année dans la forêt de Melaleuca. Le Kuan Ki Sian culmine à 2 m au-dessus du niveau de la mer.
La zone du Thale Noi abrite dans 37 villages plus de 5000 familles, presque toutes dépendant de la nature pour leur subsistance. Elles y pêchent, y font paître du bétail, y font de l'agriculture, fabriquent des nattes avec des herbes grises lepironia articula et souvent travaillent aussi pour le tourisme.
Le site est visité chaque année par plus de 200 000 personnes, thaïlandais y compris. 

## Faune
A Thale Noi, on peut observer :
- 157 (attestés par l'Université Mahidol de Bangkok) à 187 espèces d'oiseaux :  mouette du Tibet et guifette moustac ; milan sacré et pygargue à tête grise ; cormoran ; marabout chevelu et  tantale indien ; ibis à tête noire ; aigrette, crabier chinois et héron pourpré ; échasse blanche ; anserelle de Coromandel et dendrocygne siffleur ; grèbe castagneux ; colombar à cou roux etc. ;
- 57 espèces de mammifères : chat viverrin ; mangouste ; macaque crabier ... et de nombreux buffles asiatiques[4] ;
- des espèces de reptiles et d'amphibiens dont de très abondants serpents marins hydrophide de Brook et le rare serpent à tentacules ;
- près de 40 espèces de poissons ;
- de multiples espèces d'insectes ; des zooplanctons rotifères, cladocères (puces d'eau) et copépodes (petits crustacés) dans les eaux saumâtre à moitié salée du thale noi etc.

### Poissons
Parmi les nombreuses espèces de poissons d'eaux douces et d'eaux saumâtres, on trouve des poissons-chats clarias : clarias nieuhoffi et silures grenouilles ; des notopteridés chitalas : chitala lopis ; et des cyprinidés : puntioplites bulu.

### Dauphin de l'Irrawaddy
Il existe une petite population de dauphins de l'Irrawaddy dans le sud du Thale Luang, près des îles Si-Ha, dans la province de Phatthalung : en 2015, on en comptait 27 dans le lac Songkhla ;  en 2017, on n'en comptait que 22  ; en 2022, il n'y en avait plus que 14 ; et en 2025, on en compte 17. Ils sont menacés d'extinction par la surpêche et la pollution.

## Flore
Il y a bien sûr de nombreux arbres, plantes et herbes : arbre melaleuca, herbe grise lepironia articula etc.

## Menace
La région du lac Songkla est menacée par la pollution domestique non traitée, les pesticides utilisés en agriculture, la surpêche, le braconnage, la destruction de la nature pour agrandir et créer de nouvelles terres agricoles ...

## Galerie

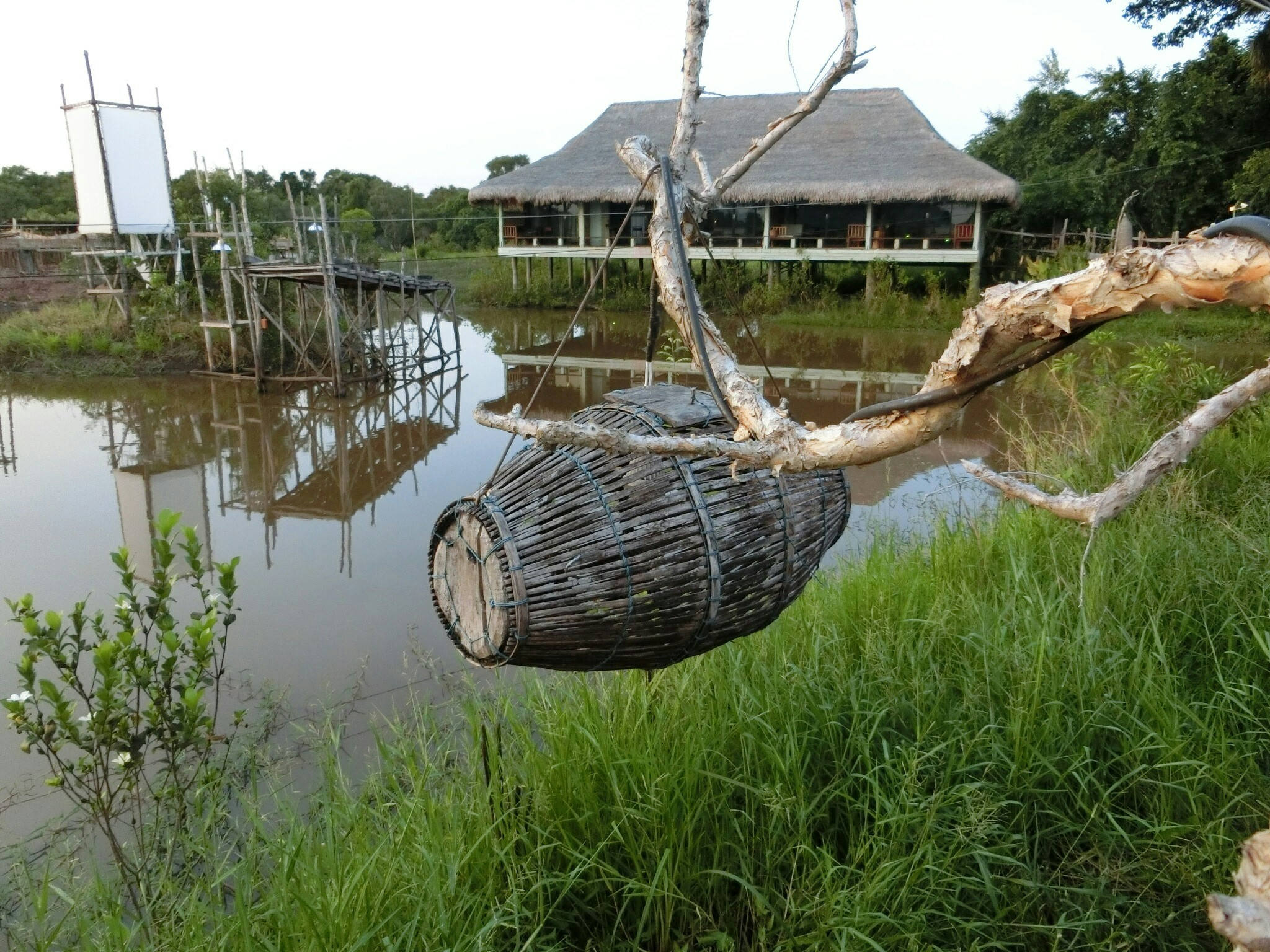
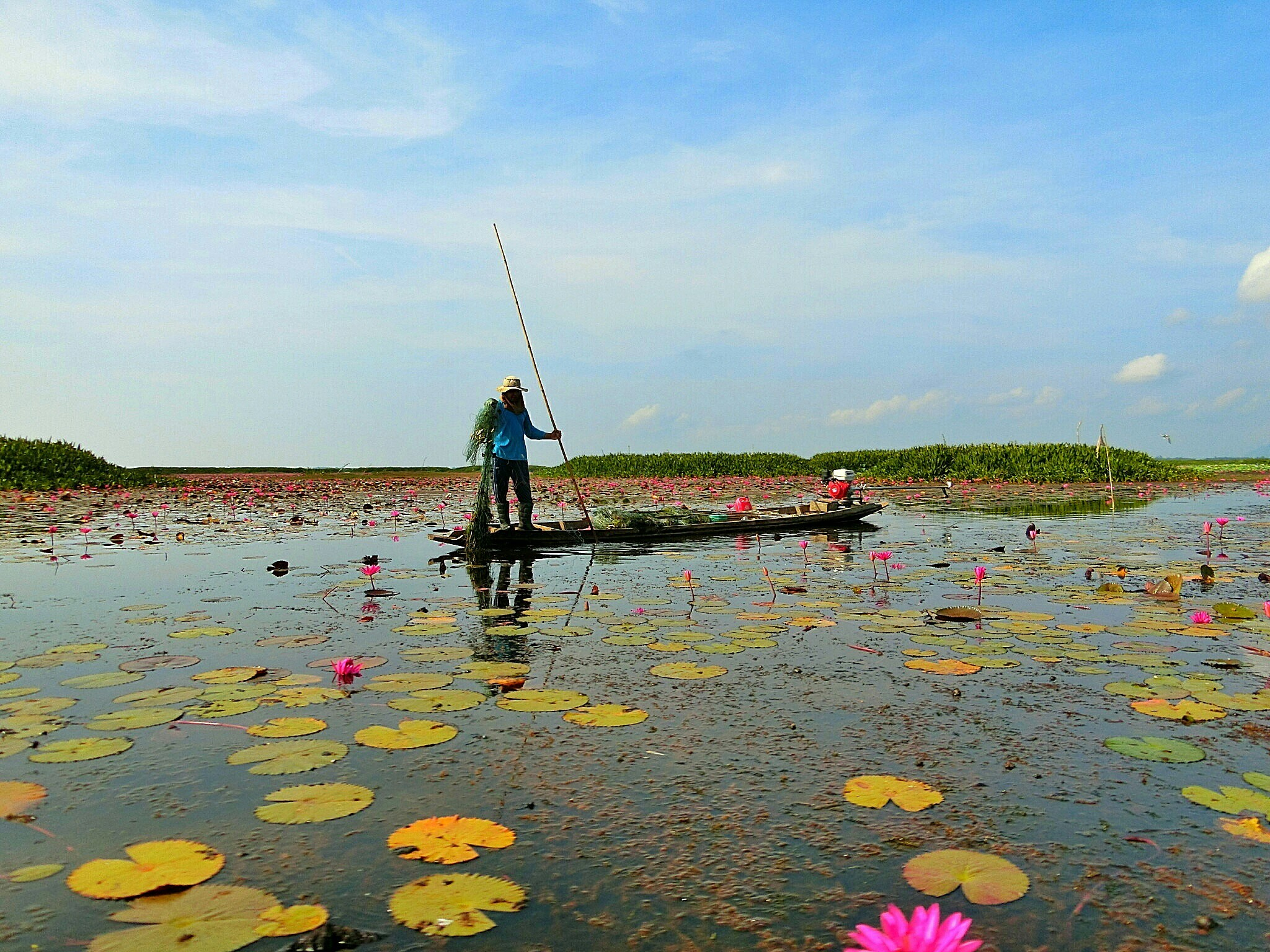
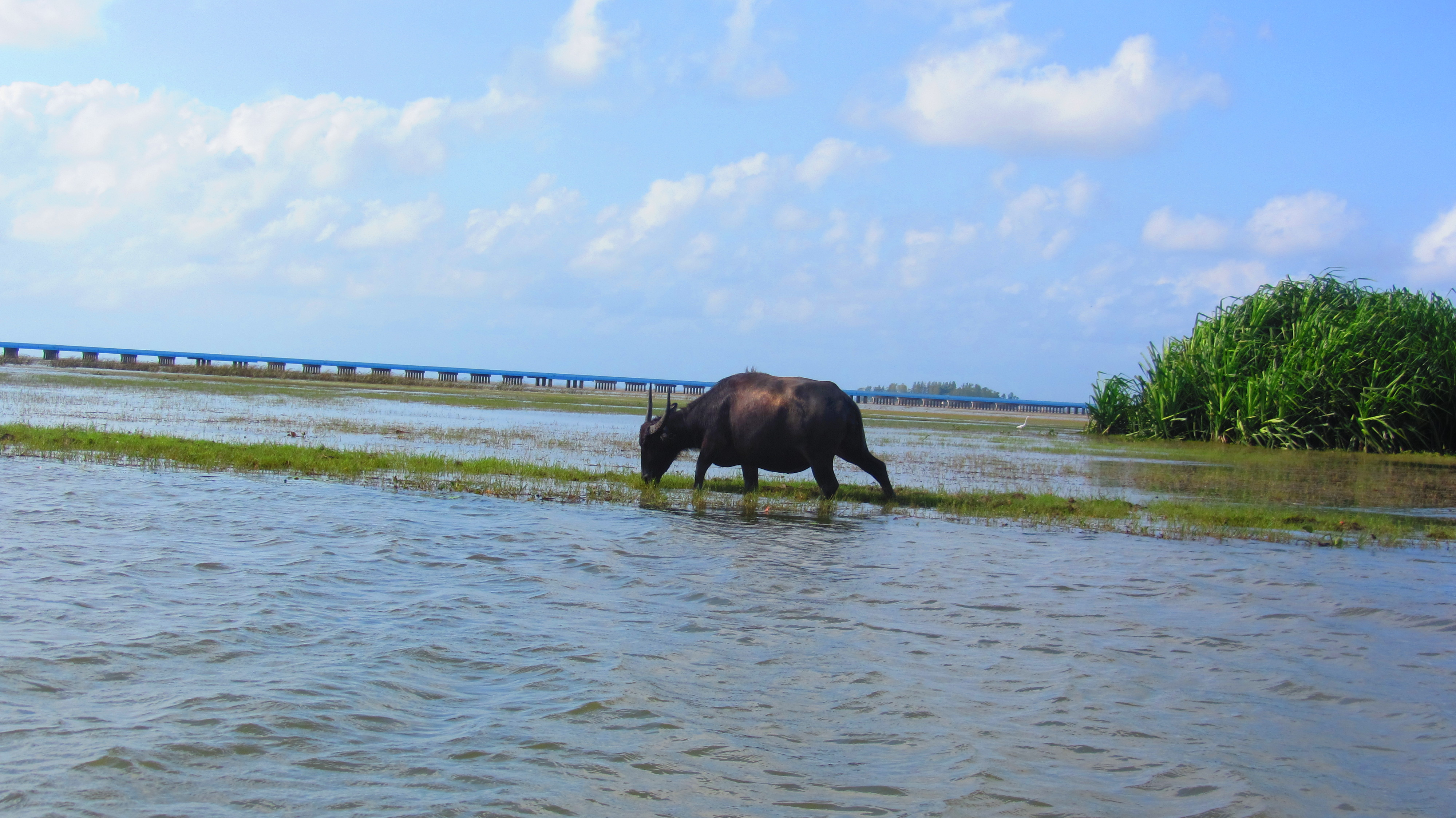
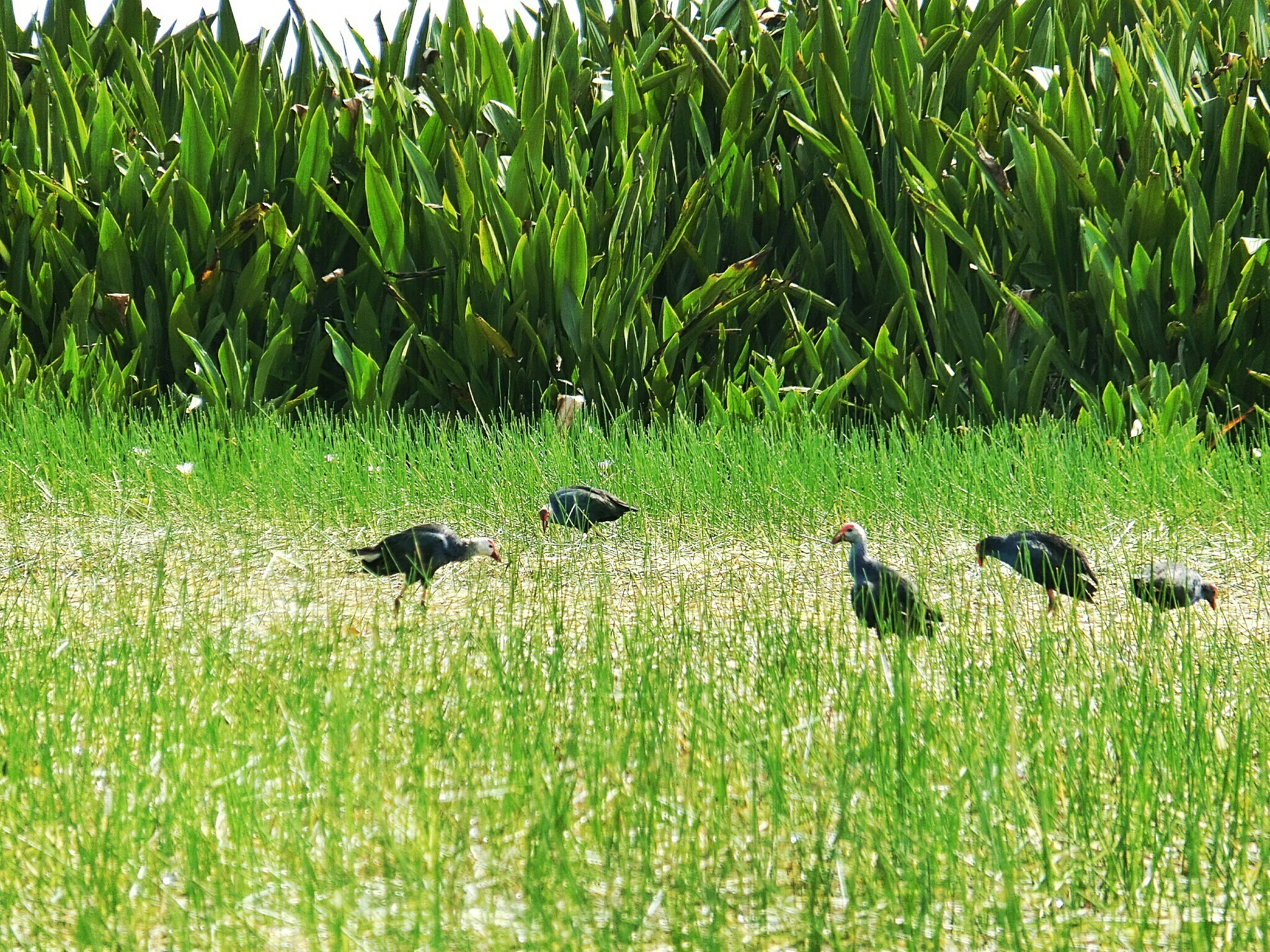
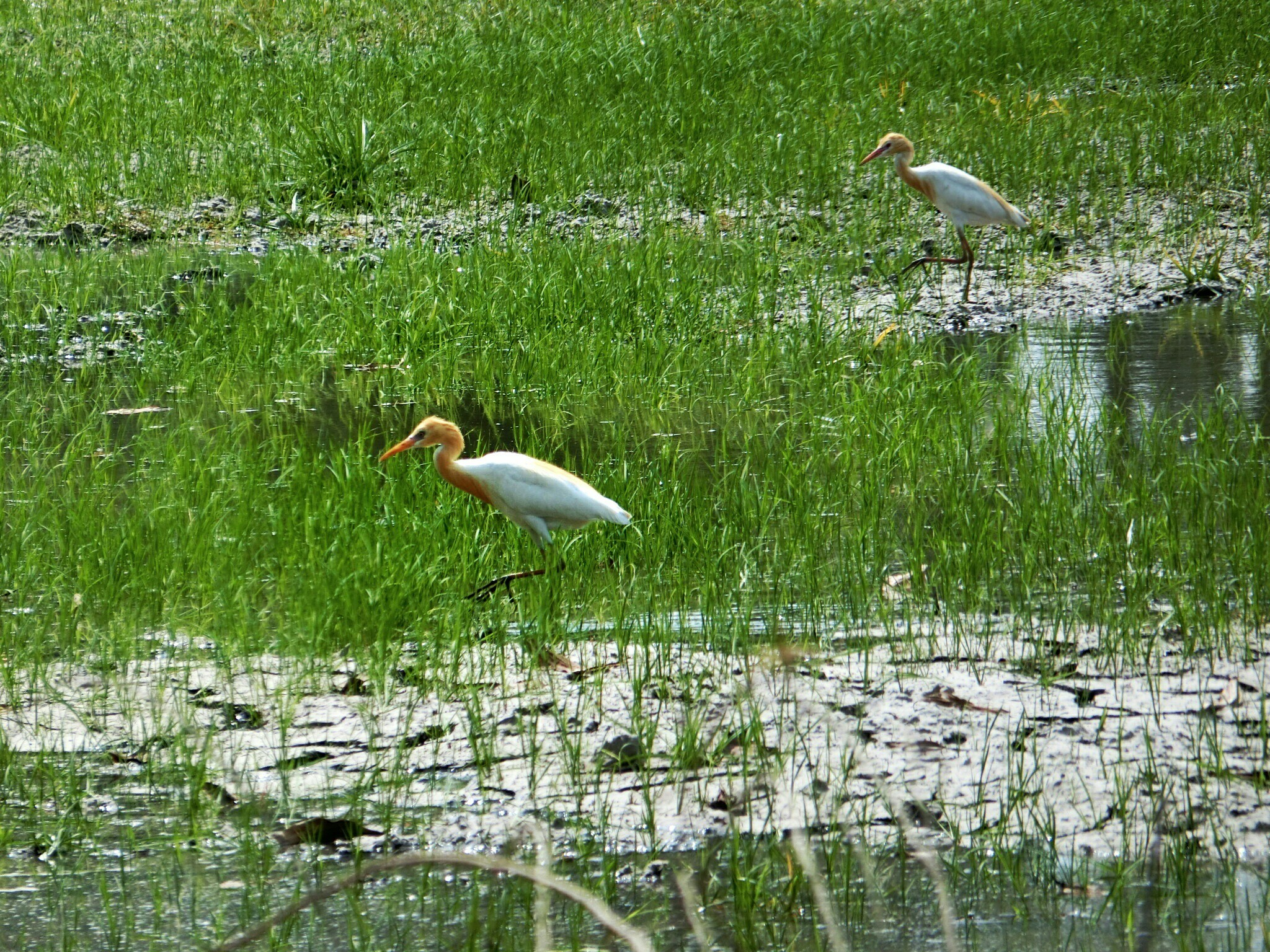
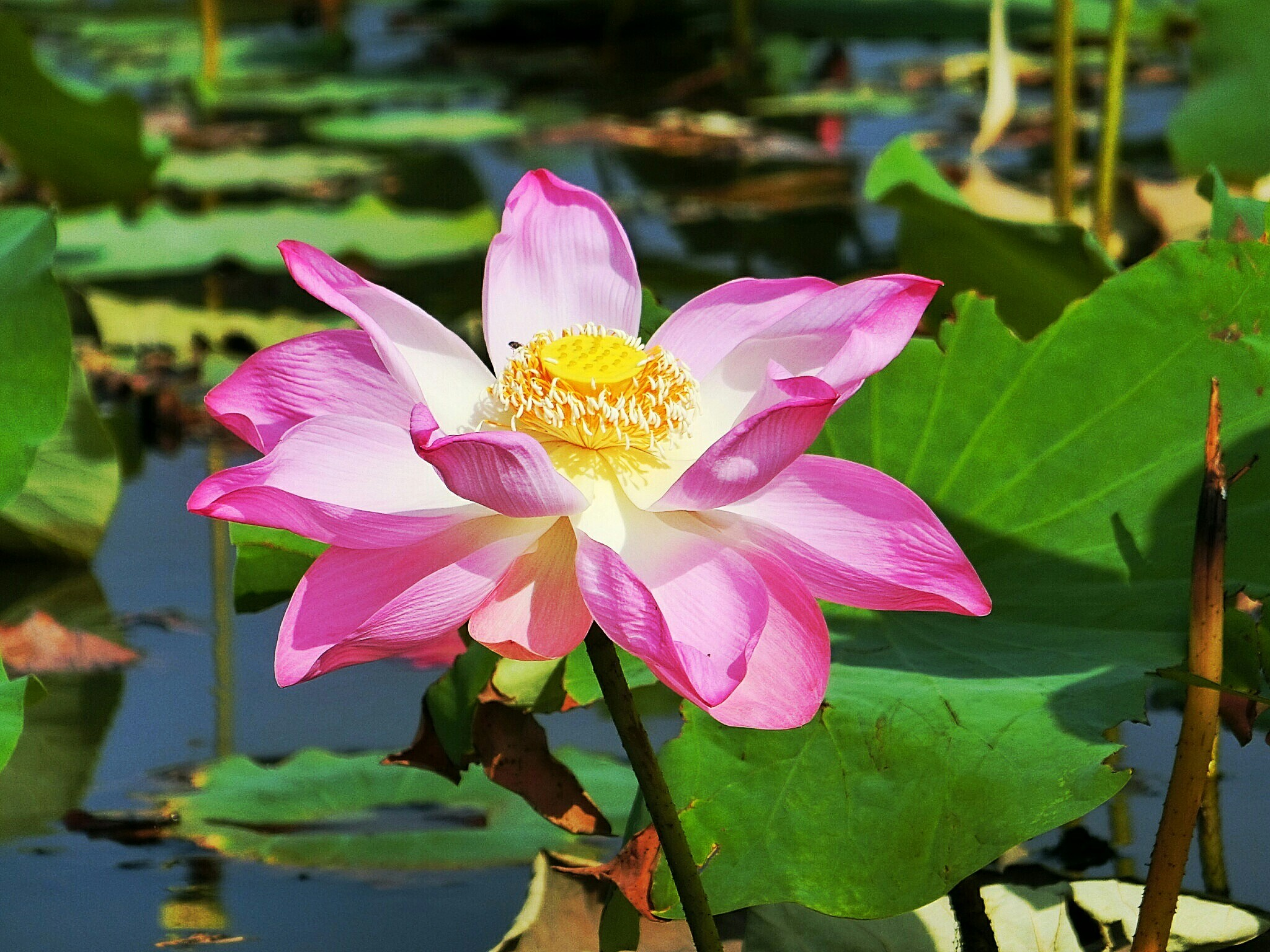
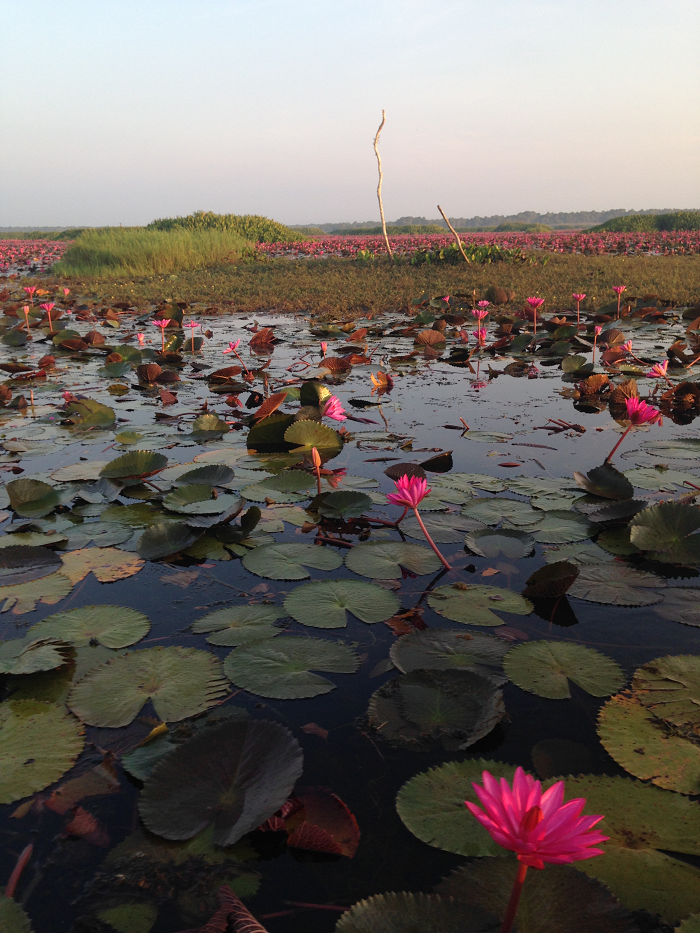
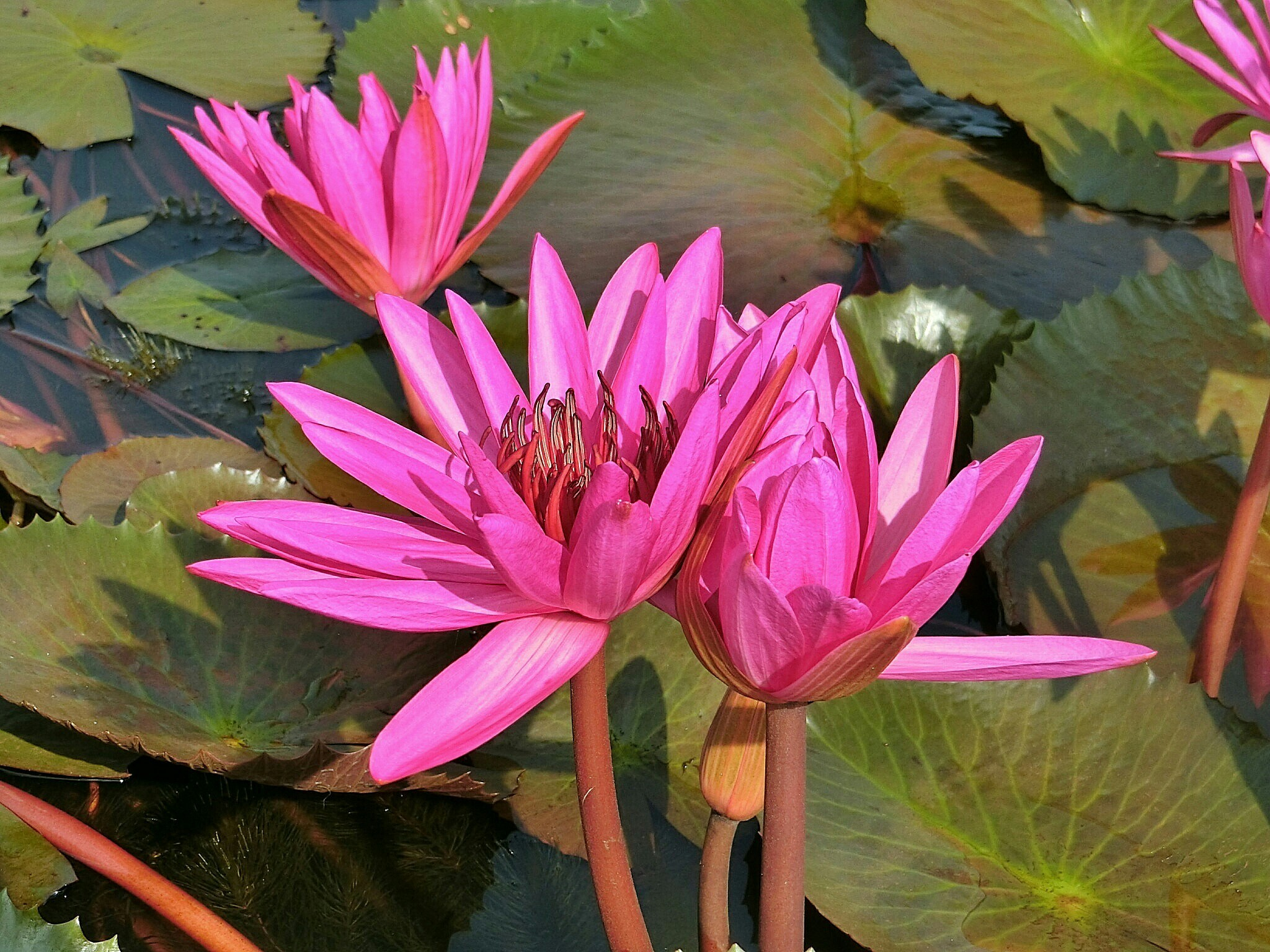